# ندة
ندة قرية سوريّة تتبع إداريّاً لمحافظة حلب منطقة أعزاز ناحية مركز أعزاز، بلغ تعداد سكانها 305 نسمة حسب التعداد السكاني لعام 2004.